# Palafrugell
Palafrugell är en kommun i Spanien.   Den ligger i provinsen Província de Girona och regionen Katalonien, i den östra delen av landet, 600 km öster om huvudstaden Madrid. Antalet invånare var år 2013 22 880. Arean är 26,9 kvadratkilometer. Palafrugell gränsar till Begur, Mont-ras, Forallac, Torrent och Regencós. 